# Elizabeth Bancroft Schlesinger
Elizabeth Bancroft Schlesinger (* 3. Juli 1886 in Columbus, Ohio, als Elizabeth Bancroft; † 1. Juni 1977 in Williamsburg, Virginia) war eine US-amerikanische Historikerin.

## Leben
Elizabeth Bancroft wurde im Juli 1886 in Columbus, Ohio, als Tochter eines Journalisten geboren und studierte später an der Ohio State University, bevor sie ab 1910 in Kalamazoo, Michigan, als Lehrerin tätig war. Parallel engagierte sie sich in der Suffragettenbewegung. 1914 heiratete sie ihren früheren Kommilitonen, den angehenden Historiker Arthur M. Schlesinger, Sr. (1888–1965). Das Ehepaar lebte zunächst in Columbus und ab 1919 in Iowa, wo ihr Ehemann an der University of Iowa tätig war. In diesen Jahren kamen zwei Söhne zur Welt, der spätere Historiker Arthur M. Schlesinger Jr. (1917–2007) und der spätere Kulturmanager Thomas B. Schlesinger (1922–1983). 1924 zog die Familie nach Cambridge bei Boston, wo Arthur Schlesinger Sr. eine Position an der Harvard University annahm. Elizabeth Bancroft Schlesinger war dort in den nächsten Jahren zunächst hauptsächlich im Gesellschaftsleben der Universität und der Stadt aktiv. Unter anderem setzte sie sich für eine Verbesserung des öffentlichen Schulwesens in Cambridge ein.
Nach dem Zweiten Weltkrieg begann Schlesinger, sich selbst als Historikerin zu betätigen. Sie knüpfte dabei an ihr früheres Engagement für Frauenrechte an und konzentrierte sie sich auf die Frauengeschichte, zu deren Pionierinnen sie in den Vereinigten Staaten gehörte. Über die nächsten Jahren publizierte sie mehrere frauengeschichtliche Artikel in den geschichtswissenschaftlichen Fachzeitschriften Neuenglands und New Yorks. Thematisch behandelte sie oftmals Schriftstellerinnen 19. Jahrhunderts wie Fanny Fern, Jane Cunningham Croly, Eliza Ware Farrar und Eliza Lee Cabot Follen; auch über die Reformaktivistin Abigail May Alcott schrieb sie. Daneben verfasste sie für das New England Quarterly regelmäßig Rezensionen. In Anerkennung der Verdienste des Ehepaares Schlesinger wurde 1965 die Women’s Archives an Harvards Radcliffe College in Arthur and Elizabeth Schlesinger Library on the History of Women in America, kurz Schlesinger Library, umbenannt. Die Bibliothek konzentriert sich schwerpunktmäßig auf die Frauengeschichte in den Vereinigten Staaten. Mit über 80 Jahren unterstützte sie noch die Demonstrationen gegen den Vietnamkrieg. 1975 zog Schlesinger zu ihrem Sohn Thomas nach Williamsburg im US-Bundesstaat Virginia, wo sie zwei Jahre später 90-jährig verstarb. Ihr Nachlass befindet sich heute in der Schlesinger Library.